# Automeris angulatus
Automeris angulatus é uma espécie de mariposa do gênero Automeris, da família Saturniidae.
Sua ocorrência foi registrada na Bolívia, Panamá, Peru e Venezuela.